# اچ‌ام‌اس بدگر (۱۷۷۷)
اچ‌ام‌اس بدگر (۱۷۷۷) (به انگلیسی: HMS Badger (1777)) یک کشتی بود.